# Бранкузи, Константин
Константи́н Бранкузи́ (при рождении — Брынку́шь, рум. Constantin Brâncuşi, фр. Constantin Brancusi; 19 февраля 1876[…], Хобица, Горжский уезд, Соединённые княжества Молдавии и Валахии — 16 марта 1957[…], Париж) — румынский и французский скульптор, художник, один из главных основателей стиля абстрактной скульптуры, ярчайший представитель парижской школы, имеющий мировое имя в авангардном искусстве XX века.

## Биография
Константин Брынкушь родился в 1876 году в румынском селе Хобица в патриархальной крестьянской семье, в которой рос среди пяти братьев. Едва окончив начальную школу, ради пополнения скудного семейного заработка нанялся посыльным к купцу-гончару, торговавшему бочками и скобяным товаром. Именно в эти годы Константин в свободное время начал понемногу вырезать перочинным ножиком фигурки из дерева и учиться лепить из глины. Благодаря счастливой случайности, Константину удалось поступить и даже закончить художественную школу в Крайове. Затем он ушёл пешком в Бухарест, где подрабатывал разнорабочим и в 1898—1902 годах брал уроки в Школе изящных искусств.
В двадцать пять лет, доведённый до отчаяния нищетой, отсутствием интереса к своему творчеству и, в особенности, грубыми нравами соотечественников, Константин Брынкушь был вынужден покинуть родину. В 1902 году он отправился пешком с одной котомкой за плечами сначала в Мюнхен, а спустя ещё два года — в Париж (1904), где снова поступил в Школу изящных искусств (1904—1907). Два месяца он был ассистентом в мастерской Родена, но очень скоро ушёл оттуда, сказав, что «под большим деревом ничего не вырастет».
Значительную часть жизни (до 1939 года) Константин Брынкушь жил и работал в Париже, где и получил всемирную известность под «офранцуженной» фамилией Бранкузи. Однако Брынкушь за все 35 лет пребывания в Париже так полностью и не ассимилировался, полностью сохранив румынскую идентичность, отчасти как экзотическую. Он неизменно поддерживал своих соотечественников, давал им работу, общался с ними и всячески помогал им устроиться в Париже. Широкий круг его друзей и приятелей состоял из множества художников-авангардистов, а также музыкантов, скульпторов и всяких прочих приятных ему людей.
Отдельное очень важное место в жизни и творчестве Константина Брынкушь французского периода занимал композитор-авангардист Эрик Сати, дружба с которым (в 1919—1925 годах) не только помогла Бранкузи свободнее владеть языком и окончательно освоиться во Франции, но и в значительной степени изменила его мироощущение. Перед самым началом войны с нацистской Германией, интуитивно почувствовав нарастающую опасность интервенции, Бранкузи переселился из Парижа в США, поначалу — в Нью-Йорк, где был уже очень давно известен. С 1910-х годов его работы участвовали во многих выставках, были куплены частными собраниями, а также главными национальными галереями.
Большую часть своей жизни Константин Брынкушь был очень одинок. Обладая ярким, эксцентричным характером, он очень медленно и трудно привязывался к людям и ещё более тяжело пытался привыкнуть к их отсутствию. Несмотря на видимую общительность и отзывчивость к чужой беде, он очень редко подпускал людей к близкому, душевному общению. Одним из таких настоящих друзей Брынкушь был Эрик Сати. Несмотря на то, что Константин Брынкушь всюду сохранял свою национальную идентичность и крайнюю самобытность, французы считали его своим и называли «наш Брынкушь», точно так же и в Соединённых Штатах принимали его за «своего», стопроцентного американца.
Умер Константин Брынкушь в возрасте 81 года, похоронен на парижском кладбище Монпарнас.
За год до смерти, в 1956-м, Брынкушь завещал свою студию со всем её содержимым Французской Республике с условием последующей её музеефикации.
В Центре Помпиду с самого начала его существования есть отдельная «комната Брынкушь».
В 1990 году Константин Брынкушь был посмертно избран членом Румынской академии.

## Бранкузи и Сати

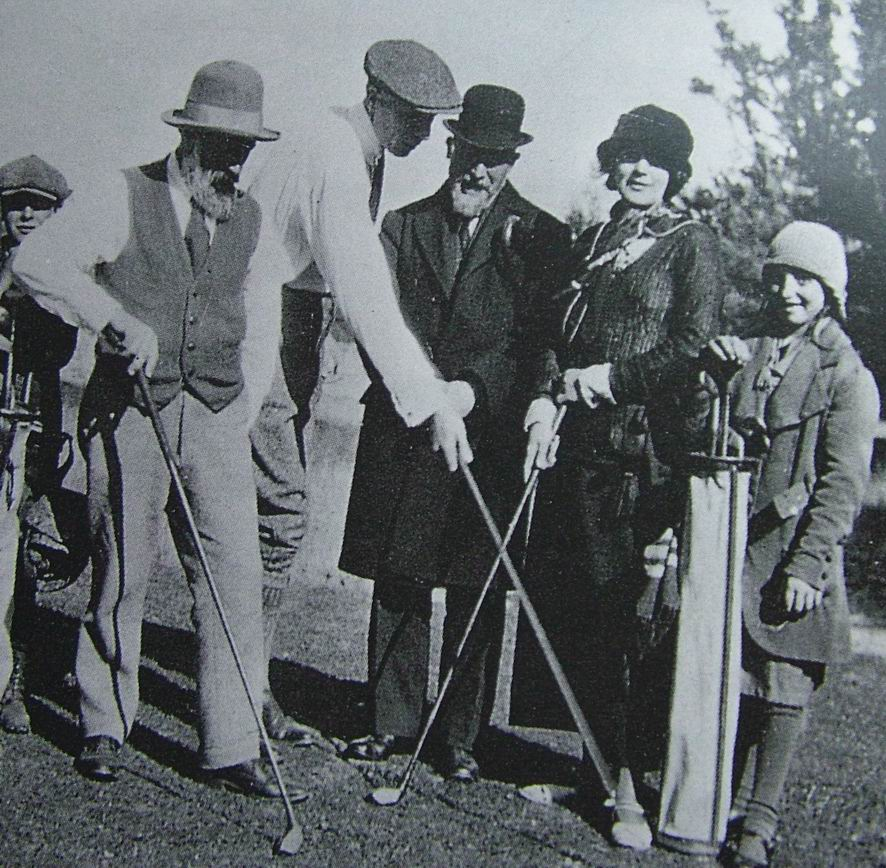
Бранкузи, Роше и Сати. Игра в гольф, Фонтенбло (1923 год)

Придя во время войны в Париж пешком из своей родной Румынии, уже сорокалетний скульптор Бранкузи поселился в тупике Ронсен, на самой окраине Монпарнаса, где и жил на протяжении тридцати пяти лет «как простой румынский фермер на своей румынской ферме», не только не скрывая, но всячески подчёркивая крестьянскую простоту привычек и характера. Его мастерская своим брутальным интерьером очень напоминала доисторический пейзаж:

«Кривые стволы деревьев, массивные каменные блоки, большая печь, где хозяин дома, простой крестьянин, жарил мясо на скульпторской железной спице. По четырём углам мастерской расположились огромные яйца Бронтозавра, а сияющие статуи притягивали к себе прекрасных американок одну за одной, как птиц. Сати нравилось находиться среди этого волшебного декора…» — ( Cocteau, Jean, “Pour la Tombe d’Erik Satie” Comoedia, XX, 4891, 17 mai 1926.)
Первые пять лет парижской жизни Бранкузи были освещены особенной и неровной дружбой с эксцентричным французским композитором, Эриком Сати, который был старше ровно на десять лет. Писатель и переводчик Анри-Пьер Роше привёл его в ателье Константина Бранкузи ноябрьским вечером 1919 года вместе с Марселем Дюшаном. Потом Сати частенько сюда возвращался сам. После обеда Брынкушь играл для него на скрипке, временами передавая её в руки молодому музыканту Марселю Михаловичи. По словам Роше,

«Своей экстравагантностью Сати ослеплял Брынкушь. Он научил его словесному фехтованию, вере в себя, чёткой ясности мыслей… Сати, в свою очередь, испытывал восхищение перед Брынкушь, но при всякой встрече они проводили время, непрестанно поддевая и задирая друг друга, как два подростка…» — ( Roche, Henri-Pierre, Ecrits sur l’art, Marseille, Andre Dimanche, 1998).

К.Бранкузи, «Сократ» (1922 год, фото Бранкузи)

Параллели между творческим лицом и характером Бранкузи и Сати напрашивались сами собой даже у тех, кто не был с ними знаком или не подозревал об их дружбе. Так, известный французский критик и музыковед Анри Колле, в своей программной и ставшей исторической статье, посвящённой манифесту французской «Шестёрки», писал только о композиторе Эрике Сати и имел в виду только его музыкальное творчество. Однако, сам не подозревая о том, Анри Колле всего в двух словах нарисовал под видом Сати узнаваемый портрет Константина Брынкушь:

«В своём отвращении ко всяким туманностям: расплывчатостям, прикрасам, убранствам, к современным трюкам, часто увеличенным техникой, тончайшие средства которой прекрасно знал, Сати сознательно от всего отказывался, чтобы иметь возможность как бы резать из цельного куска дерева, оставаться простым, чистым и ясным».— ( Анри Колле, «Пять великорусов, шесть французов и Эрик Сати», 16 января 1920)
Несколько фотографий, сделанных в Фонтенбло во время игры в гольф в 1923, запечатлели Сати как всегда непричастным и только следящим за игрой. Бранкузи также много фотографировал Сати в своём ателье, хотя и не без сложностей, потому что Сати, как всегда, настолько сильно смешил его, что трясся фотоаппарат. Несмотря на это, фотографии получились настолько удачными, что Сати с благодарностью использовал одну из них для рекламной открытки своего издателя Руара, а также сам заказал большой тираж крупного формата, предназначенный в качестве сувенира для своих лучших друзей.
Бранкузи с радостью посещал все концерты и спектакли Сати, происходившие в 1920—1924 годах, просил всегда звать его и очень обижался, если по какой-то причине ему не доставалось билета. Под прямым впечатлением симфонической драмы «Сократ» Эрика Сати (1920), Бранкузи создал скульптуры Платона, Сократа и многочисленные варианты «Чаши Сократа» из сухого дерева (1922), которые входят в число его лучших и известнейших творений. Все эти скульптуры носят на себе негласное посвящение Эрику Сати, аркёйскому Сократу. Со своей стороны и Сати говорил Роберу Каби, что нашёл в знаменитой «Колонне без конца» Брынкушь ключ к опере «Поль & Виргиния», которую он начал писать в 1921 году.

«Добрый Дорогой Друид. <…> Мне рассказывают, что Вы пребываете в печали, Дорогой Друг. Это правда?.. Если это на самом деле так, я хочу прийти и пожелать доброго дня Вам, тому, кто так добр и велик — лучший из людей, как Сократ, которому Вы, определённо, брат. Мой брат. Не нужно слишком печалиться, Дорогой добрый Друг. Вас очень любят, Вы не должны забывать об этом. Плюйте, ночью & днём, на „олухов“ и „скотов“ — это Ваше священное право; но помните, что у Вас есть друзья, — друзья, которые Вас любят & восхищаются Вами, мой добрый великолепный старик. <…> Дружески Ваш: ES. 16 апреля 1923.» — ( Эрик Сати, Юрий Ханон «Воспоминания задним числом»)
25 февраля 1920 года Эрик Сати вместе с многочисленными представителями артистической общественности Монпарнаса подписал петицию протеста против запрещения Бранкузи выставлять свой «Портрет принцессы Мари Бонапарт» (или «Княгини Х», как она иногда называлась) в Салоне Индепендент под предлогом, что эта бронзовая скульптура вызывает прямые ассоциации с фаллосом. Примерно этим же временем датируется заявление, написанное Сати с целью ускорить процесс прохождения «таможенных» формальностей птицы из белого мрамора Бранкузи, возвратившейся из США и застрявшей где-то на границе. Кроме того, Эрик Сати охотно оказывал помощь своему карпатскому другу всякий раз, когда тому было нужно совладать с французским языком.
Последние полгода, когда смертельно больной Сати лежал в больнице, Бранкузи регулярно навещал его, принося с собой даже сваренный собственноручно куриный бульон. Он был глубоко потрясён смертью друга. Его верные ассистенты по скульптурной мастерской Александр Истрати и Наталия Думитреско рассказывали, что им иногда приходилось слышать раздававшееся из его комнаты бормотание: «Сати, Сати, почему ты больше не здесь?»
Брынкушь также хотел поставить надгробный памятник Эрику Сати или, по крайней мере, сделать барельеф на могиле, как он сделал это для Анри Руссо Таможенника. Размолвка с родным братом композитора, Конрадом, человеком тяжёлого, мизантропического характера (и единственным наследником Сати), помешала ему воплотить этот проект в жизнь. Многие из трагически утерянных позднее каллиграфических рисунков Эрика Сати дошли до нынешнего времени только благодаря фотографическим копиям, которые Бранкузи успел сделать с них в первый год после смерти «композитора музыки».

## Творчество

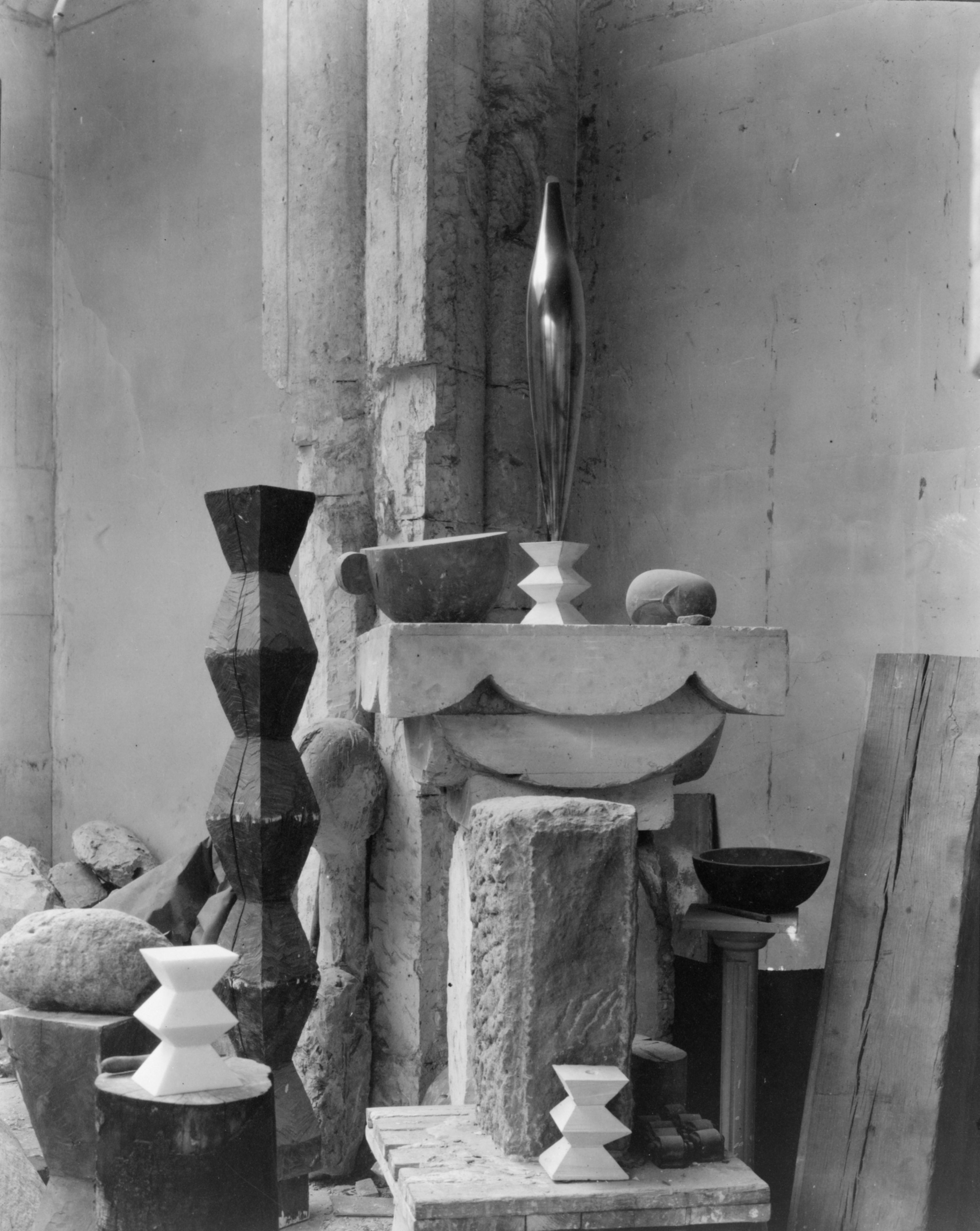
Эдвард Стайхен. Мастерская Бранкузи, 1920

Использовал выразительность текучих стилизованных контуров, целостных объёмов, фактуры материалов для создания обобщённо-символических образов («Поцелуй», камень, 1908; «Прометей», мрамор, бронза, 1911; серия «Птица в пространстве», бронза, 1912—1940), усиливая со временем лаконизм и геометрическую отвлечённость форм. Во многом предвосхитил своими работами минимализм 1960-х годов. Скандальную популярность получила его «обсценная скульптура» 1916 года «Портрет княгини Бибеску»: при взгляде издалека бюст молодой женщины по форме в целом идеально напоминал мужской фаллос. Несколько раз эта скульптура подвергалась аресту со стороны Министерства Культуры Франции, а сам Бранкузи — судебному преследованию «за аморальность».
В ряде работ выступил одним из родоначальников абстракционизма в европейской скульптуре. В центральных произведениях — мемориальном архитектурно-скульптурном комплексе на улице Героев в городе Тыргу-Жиу (1937—1938; «Бесконечная колонна», (позолоченная сталь); «Стол молчания», «Врата поцелуя» — (оба из камня) достиг лапидарной простоты форм, используя традиции румынского народного искусства.

## Наследие и память
В 1962 году дизайнер Георг Олден использовал «Птицу в пространстве» Бранкузи как источник вдохновения для создания наградной статуэтки премии рекламной индустрии «Клио».
Студия Брынкушь, музеефицированная при центре Помпиду, вдохновила шведского архитектора Класа Анхельма при постройке одного из крупнейших в Европе выставочных залов современного искусства Кунстхалле Мальмё, открытого в 1975 году.
Компания Google отметила 135-й день рождения художника дудлом, состоящим из семи его работ.
В 2015 году парламент Румынии объявил 19 февраля «Днём Брынкушь».
Портрет Константина Бранкузи имеется на купюрах в 500 румынских лей, выпущенных в 1991 и 1992 годах.

## В художественной и популярной культуре

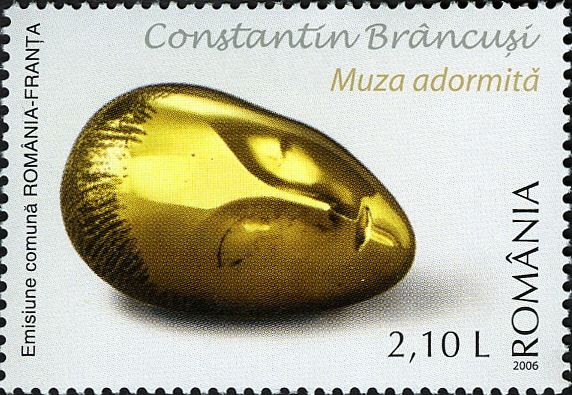
Константин Брынкушь «Спящая муза»

В сборнике коротких рассказов Роберта Макалмона «Distinguished Airs» (1925), сюжет одного из них вращается вокруг выставки работы «Принцесса Х». В 1930 году художник-акварелист Чарльз Демут написал работу «Distinguished Airs», основываясь на этой истории.
В романе Ивлина Во «Возвращение в Брайдсхед» Энтони Бланш, рассказывая историю Чарльза Райдера, отмечает, что «у него есть две скульптуры Брынкушь и несколько красивых вещей».
В фильме «Короткое замыкание 2» (1988) человек, проходящий по уличной выставке, предполагает, что стационарный робот Джонни 5, который также восхищается выставкой, является «ранним Бранкузи».
В научно-фантастическом сериале «Вспомнить всё 2070» (1999) в одном эпизоде («Астральные проекции») был показан артефакт под названием «Камень Брынкушь», потому что он похож на одну из скульптур Брынкушь.
В фильме «Миссия на Марс» (2000) «Лицо на Марсе» смоделировано по мотивам скульптуры Брынкушь «Спящая муза».